# Яку
Я́ку (Яку-Сима, яп. 屋久島 Якусима) — японский остров в Восточно-Китайском море, в 60 км южнее острова Кюсю, входит в префектуру Кагосима. Относится к островам Осуми, которые являются частью островов Рюкю (Нансей). На острове находится одноимённый город (в прошлом село Симо́яку). Отделён проливом Танегасима от острова Танегасима, проливом Токара — от островов Токара.

## География
Представляет собой неправильный пятиугольник площадью 503 км². Наивысшая точка — гора Мияноура высотой 1935 м (1936 м) над уровнем моря. Большую часть острова покрывает тропический лес. Распространено дерево суги (яку-суги, Cryptomeria japonica). Богатая фауна, включающая оленей и обезьян, живописные горы и водопады, термальные источники привлекают на остров до 300 тысяч туристов в год.
В 1993 остров включён в список Всемирного наследия ЮНЕСКО, как уникальный образец хорошо сохранившегося тропического леса.

## История
Яку был заселён с периода Дзёмон. Впервые он упоминается в письменных документах китайской династии Суй 6-го века, а также в японском Сёку нихонги в записи, датированной 702 г. н. э. Остров входил в состав древней провинции Тане. Яку часто упоминался в дневниках путешественников периода Нара.
В период Эдо Яку управлялся кланом Симадзу княжества Сацума и считался частью провинции Осуми. После реставрации Мэйдзи остров вошёл в состав префектуры Кагосима.

## Население
Население Яку достигло наибольшего значения в 1960 году — 24 010 жителей. До 1995 года численность населения снижалась, впоследствии стабилизировавшись на чуть более 13 000 жителях.
На 2009 год население составляет 13375 человек.

## Галерея

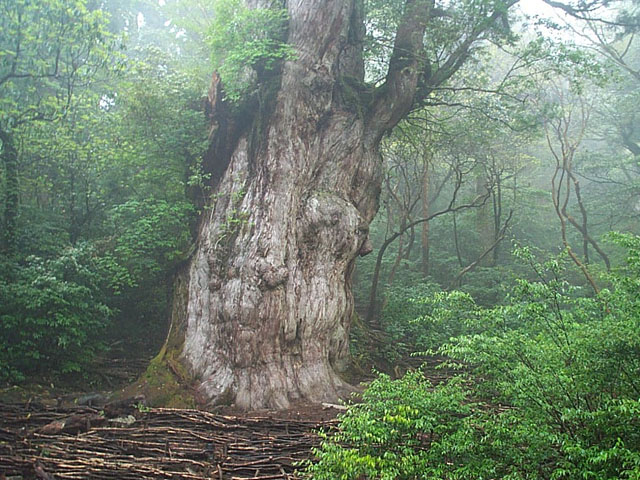
Крупнейший экземпляр криптомерии: Дзёмонсуги на острове Яку
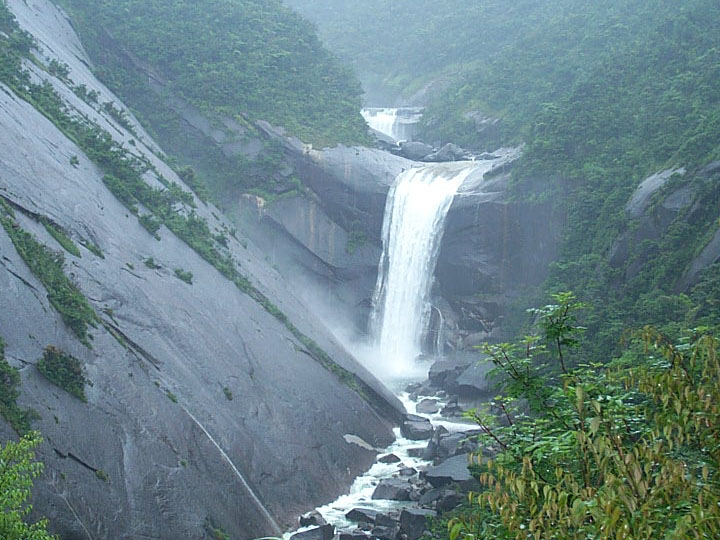
Водопад Сэмпиро
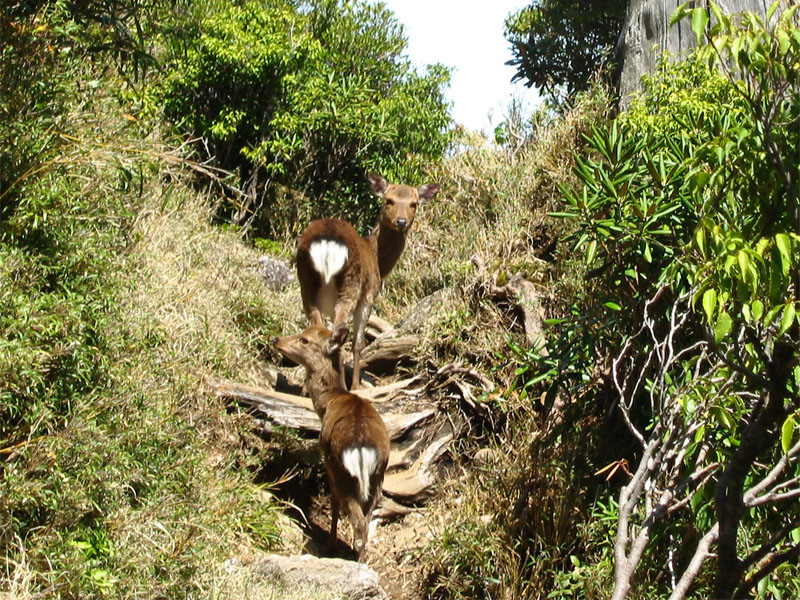
Японский олень Якусика на острове Яку